# Wólka Rokicka-Kolonia
Wólka Rokicka-Kolonia (prononciation : [ˈvulka rɔˈkit͡ska kɔˈlɔɲa]) est un village polonais de la gmina de Lubartów dans le powiat de Lubartów de la voïvodie de Lublin dans l'est de la Pologne.
Le village comptait approximativement une population de 270 habitants en 2010.

## Histoire
De 1975 à 1998, le village est attaché administrativement à l'ancienne Voïvodie de Lublin.

Depuis 1999, il fait partie de la nouvelle voïvodie de Lublin.